# Дмитрий Карамазов
Дми́трий Фёдорович Карама́зов — одно из главных действующих лиц романа Фёдора Михайловича Достоевского «Братья Карамазовы». Сын Фёдора Павловича Карамазова от его первого брака с Аделаидой Ивановной Миусовой, брат Ивана и Алёши.

## Описание
На момент основных событий отставному поручику Дмитрию Карамазову исполнилось двадцать восемь лет. Он обладает значительной физической силой и имеет крепкое телосложение. При ходьбе по военной привычке шагает решительно и широко. Носит усы без бороды, как и большинство военных, недавно вышедших в отставку. Тёмно-русые волосы коротко подстрижены.

Дмитрий Фёдорович, двадцативосьмилетний молодой человек, среднего роста и приятного лица, казался, однако же, гораздо старее своих лет. Был он мускулист и в нём можно было угадывать значительную физическую силу, тем не менее в лице его выражалось как бы нечто болезненное. Лицо его было худощаво, щеки ввалились, цвет же их отливал какою-то нездоровою желтизной. Довольно большие темные глаза навыкате смотрели, хотя, по-видимому, и с твердым упорством, но как-то неопределенно.

## Дмитрий в событиях романа
В начале романа автор рассказывает о детстве Мити, брошенного матерью и жившего, по сути, без какого бы то ни было родительского присмотра. Ударившийся в блуд и пьянство отец даже и не замечал малолетнего сына. Слуга Григорий заменил ему обоих родителей.

Юность и молодость его протекли беспорядочно: в гимназии он не доучился, попал потом в одну военную школу, потом очутился на Кавказе, выслужился, дрался на дуэли, был разжалован, опять выслужился, много кутил и, сравнительно, прожил довольно денег. 
С наступлением совершеннолетия Дмитрий получил от отца некоторую сумму, которую тот выделил ему, как наследство его матери. В годы службы на эти деньги он «вёл привольную жизнь», которую по привычке продолжает вести после отставки, полагая, что отец должен ему ещё значительную сумму из наследства. Однако Фёдор Павлович считает, что выплатил всё, что полагается, из-за чего у них случаются постоянные скандалы.
Первое яркое знакомство читателя с взрослым Дмитрием Карамазовым происходит в келье у старца Зосимы, где собрались все Карамазовы для выяснения некоторых вопросов по наследству и фамильному имуществу. Там же и стало известно, насколько сложными были его отношения с отцом.
В романе описываются две любовные линии Дмитрия — связь с Катериной Ивановной Верховцевой и несбывшаяся любовь к Грушеньке Светловой. Осуществление последней стало невозможным по причине его обвинения и ошибочного признания виновным по делу об убийстве отца — Фёдора Павловича.
Прообразом осуждённого Мити послужил реальный персонаж, на то время обитатель Омского острога Дмитрий Ильинский 29-ти лет, отставной подпоручик. 17 июня 1848 он был доставлен в Омскую тюрьму после приговора по делу об убийстве своего же отца — коллежского советника Ильинского.
Предполагается, что характер и образ жизни Дмитрия Достоевский взял со своего знакомого Аполлона Григорьева, являвшегося также почитателем произведений писателя.

## Характеристика
Исследователь русской литературы и культуры Кэнноскэ Накамура, многие годы занимавшийся изучением творчества Фёдора Михайловича Достоевского, отметил «порывистый и взрывной характер» Дмитрия Карамазова, чрезвычайно эмоционального человека «прямого действия». Эмоциональность приводит к непредсказуемости его поступков, что усугубляется также неумением терпеть и ждать. Как в критических ситуациях, так и в любовных делах Карамазов «способен только на движение вперёд». В то же время его желания хаотичны, а поступки характеризуют его как «глупого, напыщенного, недалёкого и скандального» человека.
Неумение прислушиваться к советам окружающих и потакание собственным прихотям заводят его в «неловкие и постыдные» ситуации, в которых он унижает людей и проявляет глупость. В значительной мере неумение сдерживать себя в гневе проявляется, когда Дмитрий на людях «оттаскивает за бороду обедневшего и жалкого» отставного штабс-капитана Снегирёва. Из-за того, что он думает только о себе, Карамазов не замечает «боль и унижение» сына Снегирёва Илюши, оказавшегося рядом в тот момент. Тем не менее, Накамура отмечает, что Дмитрий «не производит впечатления человека эгоистичного, алчного и ненадежного». Карамазов следует чувствам и не скрывает душу, а неприятности не влияют на его характер.
Старец Зосима и Дмитрий Карамазов, по мнению Накамуры, представляют собой противопоставление опытного и неопытного человека. Проводя параллели с более ранними произведениями писателя, исследователь приводит аналогичные примеры противопоставления князя Валковского и молодого писателя Ивана из романа «Униженные и оскорблённые», опытного следователя Порфирия Петровича и студента Родиона Раскольникова из романа «Преступление и наказание». В данных персонажах проявляется рефлексия Достоевского, переосмысливающего свою жизнь. Неопытные персонажи характеризуют молодого Достоевского до каторги, опытные — состарившегося писателя.
Кэнноскэ Накамура отмечает, что Достоевский, умевший видеть неприкрытую суть человека, в Дмитрии представил «источник чувств бурных, но чистых». Карамазов «резок и нескромен» со своей невестой Катериной Ивановной и отставным штабс-капитаном Снегирёвым. Накамура подчёркивает, что несмотря на «комплекс униженности и злобы», а также «жалкую и болезненную гордыню» Дмитрий, стремится «переродиться другим человеком». Особенно ярко это стремление заметно в отношении Григория, старого слуги его отца. После того, как Дмитрий ударил его в саду дома Фёдора Карамазова и думал, что убил, он радуется, что это не так: «Господи, благодарю тебя за величайшее чудо, содеянное тобою мне, грешному и злодею, по молитве моей!.. Да, да, это по молитве моей, я молился всю ночь!».
Накамура обращает внимание на то, что Дмитрий не заботится, что с ним будет, если его признают преступником. Он пытается доказывать свою невиновность, но не озлобляется на то, что его не слушают и ему не верят. Он полагает, что наказан за «прошлую ужасную и беспутную жизнь, что есть такие непреложные основы, которые больше человеческих законов, что его осуждение и унижение являются наказанием за его греховность». В этом плане Накамура отмечает отличие характеров Дмитрия Карамазова и более приземлённого Михаила Ракитина. По мнению критика, Достоевский хотел создать образ «отравленного злобой и обиженностью» человека, которому удастся возродиться заново и очиститься. Дмитрий пытается бороться «со своей злобой, ревностью, похотью, беспутством».

### Детский вопрос
Филолог Пётр Бекедин отметил, что Дмитрий, так же, как и Иван, думает о детях. В отличие от своего брата, Дмитрий — человек «горячего сердца и необузданных страстей», одновременно «наивен, доверчив, совестлив», как ребёнок. В тот момент, когда его в Мокром обвиняют в убийстве отца, ему снится «какой-то странный сон», от которого «загорелось все сердце его и устремилось к какому-то свету, и хочется ему жить и жить, идти и идти в какой-то путь, к новому зовущему свету, и скорее, скорее, теперь же, сейчас».
Дмитрию снится место службы. Он едет на телеге по степи, вокруг холодно и валит снег. Проезжая через селение, Дмитрий видит «избы черные-пречерные, а половина изб погорела». При выезде столпились «худые, испитые» женщины, на руках одной из которых он видит «плачет, плачет дитя и ручки протягивает, голенькие, с кулачонками, от холоду совсем какие-то сизые». Дмитрий расспрашивает ямщика и не может понять, «почему это стоят погорелые матери, почему бедны люди, почему бедно дитё, почему голая степь, почему они не обнимаются, не целуются, почему не поют песен радостных, почему они почернели так от чёрной беды, почему не кормят дитё». Видя всё это, Дмитрию хочется как-то помочь, что-то сделать «со всем безудержем карамазовским».
Бекедин называет этот сон Дмитрия — сном-напоминанием, сном-прозрением, сном-призывом человека, «душа которого распахнута в мир». На фоне людских несчастий, а особенно плачущих от холода и голода детей, собственные муки больше не волнуют его. Сердцем он хочет, чтобы больше никогда не было слёз у ребёнка. Плачущий ребёнок становится для него символом человеческого страдания, означающим необходимость перемен в общественном устройстве.

## Прототип
Исследователи творчества Достоевского полагают, что прототипом мнимого отцеубийцы Дмитрия Карамазова послужил Дмитрий Ильинский, реальный человек, следственное дело которого за аналогичное преступление содержит более трёх тысяч страниц. По мнению кандидата филологических наук Ирины Якубович, Достоевский не был знаком с делом, но хорошо знал эту историю от товарища по острогу, а также от знакомых из Тобольска, где рассматривалось это «нашумевшее» дело. Дело Ильинского относится к середине 1840-х годов. Место действия — Тобольск. Кроме совпадения имени, также совпадают чин, взаимоотношения с отцом прототипа и персонажа, следственные действия. Ильинскому на момент совершения преступления было 22 года, в то время как Карамазову — 28 лет. Однако на тот момент, когда Достоевский встретил Дмитрия Ильинского в Омске, тому как раз было 28 лет. Якубович отмечает, что судя по сведениям об арестантах, описание Карамазова в романе напоминает описание Ильинского. Характер персонажа также близок к характеру его прототипа. Ильинский так же брал в долг в годы службы, приобрёл «самую невыгодную репутацию во всех отношениях», несколько раз «подвергался взысканиям за леность к службе, уклонение от оной и другие неприличные благовоспитанному молодому офицеру поступки». Следствие внимательно собирало все отрицательные показания против Ильинского, а попытки Дмитрия «уличить» в преступлении слуг оказались безуспешны. Карамазов у Достоевского также, как и Ильинский, «буен, со страстями, нетерпелив, кутила», «делал долrи», ссорился с отцом, «по городу ходило уже об этом несколько анекдотов». В то же время он внутренне благороден, честен и в некоторой степени наивен, что также было характерно для Ильинского.
«Записки из Мёртвого дома», написанные Достоевским после каторги, помимо воспоминаний писателя содержат в себе множество образов и сюжетов, появляющихся в более поздних произведениях автора. В частности, в «Записках» обнаруживается ещё один вероятный прототип Дмитрия Карамазова — каторжник Филька Морозов из главы «Акулькин муж». Оклеветавший честную девушку Акулину, Морозов остаётся противником воровства: «Я — говорит — не вор, а честный человек». Это же характеризует и Карамазова, который сам о себе говорит, что он «всё что угодно, и зверь и подлец, но не вор, не вор». Другим важным сходством является эпизод с земным поклоном Акулине и просьбой простить его, когда персонажа увозят. Аналогичная сцена поклона Катерине Ивановне происходит и в «Братьях Карамазовых», когда увозят Дмитрия. И Акулина, и Катерина в ответ прощают причинивших им зло персонажей и признаются в любви.

## Дмитрий в экранизациях
- 1921 — Эмиль Яннингс в немецком фильме Братья Карамазовы (Die Brüder Karamasoff)
- 1947 — Фоско Джакетти в итальянском фильме «Братья Карамазовы»
- 1958 — Юл Бриннер в американском фильме «Братья Карамазовы»
- 1968 — Михаил Ульянов в советском фильме Ивана Пырьева
- 2009 — Сергей Горобченко в российском телесериале «Братья Карамазовы»

## Воплощение образа в театре
- Орленев, Павел Николаевич
- Филиппов, Михаил Иванович
- Рыжиков, Иван Анатольевич, Театр на Таганке
- Гармаш, Сергей Леонидович, Современник
- Голобородько, Александр Александрович, Театр имени Моссовета
- Гудочкин, Дмитрий Викторович, Екатеринбургский театр драмы
- Ливанов, Борис Николаевич, МХАТ (1960)
- Янковский, Филипп Олегович, МХТ им. А. П. Чехова (2013)
- Рагулин, Александр Александрович, рок-опера «КарамазоВы» (2018)